# Het ontstoffen
Heer Bommel en het ontstoffen of kortweg Het ontstoffen is het 94ste verhaal van Marten Toonder uit de Bommelsaga en verscheen in 1961. Het verhaal verscheen voor het eerst op 24 april 1961 en liep tot 14 juli van dat jaar. Thema: Over de schreef gaan.

## Het verhaal
Kasteel Bommelstein begint steeds stoffiger te worden. Heer Bommel besluit om schoonmaakbedrijf Holle & De War in te schakelen, gespecialiseerd in het ontstoffen en vastschrevelen. Vreemd genoeg stuurt het bedrijf maar één werkneemster, een oud dametje. Terwijl ze aan het schoonmaken is verschijnen er steeds meer. Heer Bommel vindt het een heksenketel geworden en wordt zelf min of meer zijn eigen kasteel uitgeveegd maar besluit vrijwillig zijn behuizing voorlopig te verlaten. Hij gaat met Tom Poes op reis. Ze boeken in Rommeldam de trip bij Rederij Holle & De War, waar een dametje werkt dat precies lijkt op de schoonmaakster, en ook mevrouw De War heet. Kapitein Wal Rus zet heer Bommel en Tom Poes al na een nacht zonder pardon overboord, aangezien hun bestemming, de Stuifeilanden, geen zeehaven bezit en de heersende zeestroming alles vanzelf naar de eilanden voert. 
De Stuifeilanden blijken kale bergachtige eilanden te zijn, bewoond door slechts twee personen: mevrouw De War en haar zoontje Oole. De eerste wil eenvoudig leven, de ander is juist bedreven in het maken van machines. Zij wil eigenlijk weg van het eiland, maar zegt dat niet te kunnen omdat ze vastgeschreveld is. Tom Poes trekt zich niks aan van dit bijgeloof, en zo kan iedereen vertrekken.

## Voetnoot
1. ↑  Het verhaal gaat over de voor- en nadelen van reizen, emigreren en ergens anders opnieuw beginnen. En het behandelt impliciet de vraag: wat zou je er daar van maken? Ollie B. Bommel komt voor deze keuzes te staan als hij slot Bommelstein zeer grondig laat schoonmaken, ontstoffen.
2. ↑  De Volledige Werken drukken een vakantieaankondiging af betreffende de periode van 14 tot 31 juli 1961.
3. ↑  “Als ik niet oppas koek ik zelf ook vast en wat dan?”
4. ↑  Door de kapitein “Stuivers” genoemd, circa 70 km ten noorden van Rommeldam.